# Herold (association)
Pour les articles homonymes, voir Herold.
Herold, association pour l'héraldique, la généalogie et les sciences connexes à Berlin (propre orthographe HEROLD) est une association scientifique, héraldique et généalogique basée sur le site des archives d'État secrètes du patrimoine culturel prussien (de) (GStA PK) à Berlin-Dahlem. Elle est aujourd'hui la plus ancienne société spécialisée en Europe pour les domaines de recherche dont elle s'occupe. Dans le monde entier, l'association compte actuellement environ 700 membres. L'association se consacre aux sciences auxiliaires de l'histoire en particulier l'héraldique, la généalogie et les sciences connexes telles que la sigillographie (science des sceaux), la phaléristique (science des ordres), la numismatique (science des monnaies et des médailles) et la prosopographie (science personnelle), mais aussi avec cette histoire nationale et locale qui y est liée.

## Histoire
L'association est fondée le 3 novembre 1869 et est dotée des droits d'une personne morale par décret royal le 14 août 1882. Aujourd'hui, elle est reconnue d'utilité publique avec ses collaborateurs bénévoles. Ainsi, l'Association Herold est aujourd'hui la société scientifique héraldique et généalogique la plus ancienne et la plus renommée en Europe pour les domaines de recherche dont elle s'occupe.
Les fondateurs sont Friedrich Warnecke (de), récemment transféré de Hanovre à Berlin, l'héraldiste Maximilian Gritzner, Carl Brecht, le graveur d'armoiries et de la cour Carl Voigt ainsi que Hugo von Linstow, qui est également élu premier président. Adolf Hildebrandt (premier rédacteur en chef du Deutschen Herolds) et Gustav Adelbert Seyler (de) (premier rédacteur en chef du Vierteljahrsschrift). Frédéric-Charles II de Hohenlohe-Waldenbourg-Schillingsfürst (de) est l'un des premiers membres honoraires.
Lorsqu'en 1934 Achim Gercke (de) s'efforce de soumettre toutes les associations généalogiques d'Allemagne à une association du Reich, les membres du Herold élisent en octobre 1934 Kurt Mayer (de), chef du département du Bureau principal de la race et de la colonisation des SS, comme président. En coopération avec le Bureau central de l'histoire personnelle et familiale allemande (de) à Leipzig, il s'emploie ensuite à faire renvoyer Gercke et devient son successeur à la tête du « Bureau du Reich pour la recherche sur la parenté au ministère de l'Intérieur du Reich ».
Après 1945, Jürgen Arndt (de) exerce une influence déterminante sur les activités de l'association dans diverses fonctions.

## Blason
L'association porte des armoiries dont le blasonnement est le suivant : "En noir sur un trident d'or, un héraut avec un tapper d'or, sur lequel est posée l'aigle impérial noir, et des sous-vêtements argentés et rouges visibles aux manches argentées et rouges ainsi qu'aux jambières rouges et argentées, tenant dans la main droite un bâton de héraut d'or, sur la tête un béret rouge avec une plume d'autruche argentée et rouge"

## Travaux

### Bibliothèque
La bibliothèque spéciale du Herold comprend plus de 30.000 volumes des "sciences du Héraut", dont un précieux fonds ancien, une riche collection d'histoires familiales individuelles, un grand fonds de périodiques et de nombreux ouvrages rares sur la généalogie, l'héraldique, la sigillographie, la phaléristique, l'histoire militaire ainsi que la toponymie et la géographie, y compris celles des pays étrangers. Les fonds sont saisis dans une base de données en ligne et peuvent être consultés par le public dans la salle des utilisateurs des Archives d'État secrètes du patrimoine culturel prussien à Berlin-Dahlem, Archivstraße 12-14, pendant les heures d'ouverture. Le prêt hors domicile est réservé aux membres de l'association. Lors d'une consultation au bureau de Herold (uniquement le mardi de 16 à 19 heures), il est également possible d'avoir accès à une bibliothèque généalogique manuelle et, de manière limitée, à la bibliothèque de service du comité de Herold. Les nouvelles acquisitions sont régulièrement présentées dans la revue trimestrielle et lors de soirées annuelles de présentation de livres.

### Archives
Outre les dossiers de l'association (entre autres les nombreux documents biographiques des dossiers matricules), les archives du Herold disposent de précieuses collections archivistiques et de fonds. Parmi les collections généalogiques, on trouve par exemple les collections Bardeleben, La Roche, Lassahn-Spruth, Lindner, Maltitz et Zitzewitz. Pour l'héraldique, il faut surtout mentionner le fichier d'images d'armoiries commencé en 1882, la plus importante collection héraldique classée par images d'armoiries avec 150.000 références. À cela s'ajoutent des collections de sceaux, la grande collection Klietmann sur les études religieuses et les archives photographiques de Korb avec environ 24 000 négatifs, principalement de portraits de personnalités connues du XVIe au XVIIIe siècle.

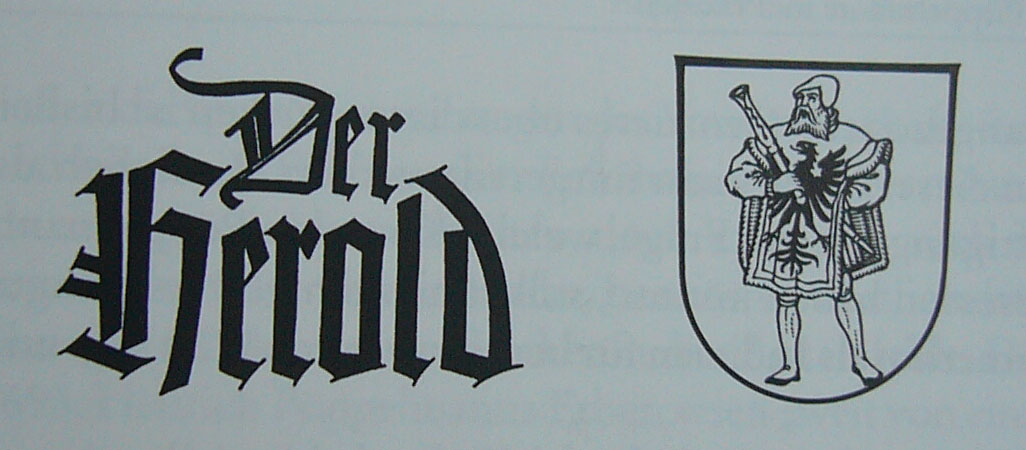
Titre de la revue de l'association

### Publications

#### Périodiques
L'association publie ses propres revues depuis 1870. De 1870 à 1934, elle publie le mensuel Der deutsche Herold (entre autres les procès-verbaux des réunions de l'association), et depuis 1890, parallèlement, une revue trimestrielle qui porte depuis 1959 le titre actuel Der Herold. Vierteljahrsschrift für Heraldik, Genealogie und verwandte Wissenschaften. À cela s'ajoute le Herold-Jahrbuch (1972-74 et depuis 1996 en tant que nouvelle série).
Les premières années du Deutsches Geschlechterbuch (1889-1897) ne sont pas publiées par l'association elle-même, mais par une équipe éditoriale composée de membres de l'association.

#### Guide des armoiries
L'abécédaire des armoiries est l'une des introductions les plus influentes à l'héraldique dans l'espace germanophone, rédigée par Adolf Hildebrandt, un membre fondateur de l'association. De nombreuses éditions, notamment posthumes, sont publiées "à la demande de l'association Herold".

#### Wappenbilderordnung(WBO)
Le Wappenbilderordnung (abrégé "WBO") est un ouvrage de référence qui représente et blasonne graphiquement des meubles communs et des pièces ordonnées systématiquement ; c'est un outil important de l'héraldique. Il est rédigé par Jürgen Arndt (de) et Werner Seeger à la demande du Herold et paraît en 1986. La WBO se base en partie sur le Handbuch der heraldischen Terminologie de 1890 de Maximilian Gritzner.

#### Deutsche Wappenrolle
Les armoiries sont enregistrées, moyennant une taxe, dans le Deutsche Wappenrolle (de) (DWR) géré par le Herold, sur demande et après vérification des aspects héraldiques, généalogiques et juridiques. L'enregistrement donne lieu à la délivrance d'un certificat avec une illustration des armoiries. La publication a lieu dans la série de livres Deutsche Wappenrolle publiée par Herold.

#### Deutsche Ortswappenrolle
Depuis 2011, les armoiries locales, qu'elles soient historiques ou nouvellement créées, sont enregistrées dans le Deutsche Ortswappenrolle (de) (DOWR) géré par le Herold, moyennant paiement d'une taxe, sur demande et après vérification des aspects héraldiques, généalogiques et juridiques. L'enregistrement donne lieu à la délivrance d'un certificat avec une illustration des armoiries. L'offre s'adresse aux localités non autonomes du point de vue du droit communal ainsi qu'aux quartiers de villes et de villages en Allemagne qui n'ont pas d'armoiries officielles.

### Médaille Bardeleben
Le Herold décerne la médaille Bardeleben (de), offerte en 1909, comme sa plus haute distinction pour services spéciaux à l'Association Herold et aux sciences qu'elle cultive.

## Président du Herold
| Nr. | Du               | Au                 | Nom                                     |
| --- | ---------------- | ------------------ | --------------------------------------- |
| 1.  | 3 novembre 1869  | 7 décembre 1870    | Hugo von Linstow (de)                   |
| 2.  | 7 décembre 1870  | 2 mai 1871         | Carl Chlodwig von Reitzenstein          |
| 3.  | 6 juin 1871      | 3 novembre 1873    | Johann Adrian Hermann von Hoverden (de) |
| 4.  | 3 novembre 1873  | 27 décembre 1877   | Gustav von La Roche                     |
| 5.  | 8 janvier 1878   | 19 mars 1886       | Julius von Oeynhausen (de)              |
| 6.  | 1er février 1887 | 2 juillet 1895     | Otto von und zu Aufseß (de)             |
| 7.  | 3 décembre 1895  | 7 décembre 1897    | Heinrich von Ledebur (de)               |
| 8.  | 7 décembre 1897  | 7 juillet 1898     | Julius von Ising (de)                   |
| 9.  | 6 décembre 1898  | 4 décembre 1923    | Carl von Bardeleben                     |
| 10. | 4 décembre 1923  | 5 mai 1933         | Stephan Kekulé von Stradonitz           |
| 11. | 16 mai 1933      | 20 février 1934    | Albert Heinrich von Gröning (de)        |
| 12. | 20 février 1934  | 30. September 1934 | Rudolf Gießler                          |
| 13. | 16 octobre 1934  | 31 mars 1935       | Kurt Mayer (de)                         |
| 14. | 16 avril 1935    | 3 mars 1949        | Gustav Wehner                           |
| 15. | 3 mars 1949      | 8 mai 1952         | Hermann Voget                           |
| 16. | 8 mai 1952       | 1er juillet 1954   | Heinz Hugo (1er mandat)                 |
| 17. | 1er juillet 1954 | 5 juin 1958        | Herbert Spruth (de)                     |
| 18. | 5 juin 1958      | 4 février 1960     | Heinz Hugo (2e mandat)                  |
| 19. | 4 février 1960   | 28 mars 1961       | Kurt-Gerhard Klietmann                  |
| 20. | 28 mars 1961     | 15 décembre 1962   | Richard R. Kuhns (Notvorstand)          |
| 21. | 15 décembre 1962 | 9 janvier 1969     | Rudolf Stöwesand                        |
| 22. | 9 janvier 1969   | 11 janvier 1972    | Heinz Hugo (3e mandat)                  |
| 23. | 11 janvier 1972  | 25 janvier 1975    | Erich R. Berger                         |
| 24. | 25 janvier 1975  | 2 février 1985     | Herbert Helbig (de)                     |
| 25. | 2 février 1985   | 6 février 1988     | Karl-Christoph von Rothkirch-Trach      |
| 26. | 6 février 1988   | 3 février 1990     | Friedrich Wilhelm Ebel (de)             |
| 27. | 3 février 1990   | 11 février 1995    | Knut Schulz (de)                        |
| 28. | 11 février 1995  | 11 février 2006    | Heinrich von Lersner (de)               |
| 29. | 11 février 2006  | 3 mars 2012        | Bernhart Jähnig                         |
| 30. | 3 mars 2012      | 15 février 2015    | Martin Richau                           |
| 31. | 28 février 2015  | 29 novembre 2021   | Bernhart Jähnig                         |
| 32. | 29 novembre 2021 |                    | Ludwig Biewer                           |

## Versions numériques des publications de l'association
- Die Vereinszeitschrift erscheint mit leicht wechselnden Titeln seit Februar 1870:
  - Deutscher Herold. Monatsschrift für Heraldik, Sphragistik und Genealogie: Organ des Vereins für Siegel- und Wappenkunde zu Berlin. 1 (1870) [Erster Jahrgang der später unter leicht wechselnden Titeln erscheinenden Zeitschrift; Digitalisat.]
  - Vierteljahrsschrift für Heraldik, Sphragistik und Genealogie. Heymanns, Berlin [1.1873 – 17.1889] Digitalisat